# 5e congresdistrict van Minnesota

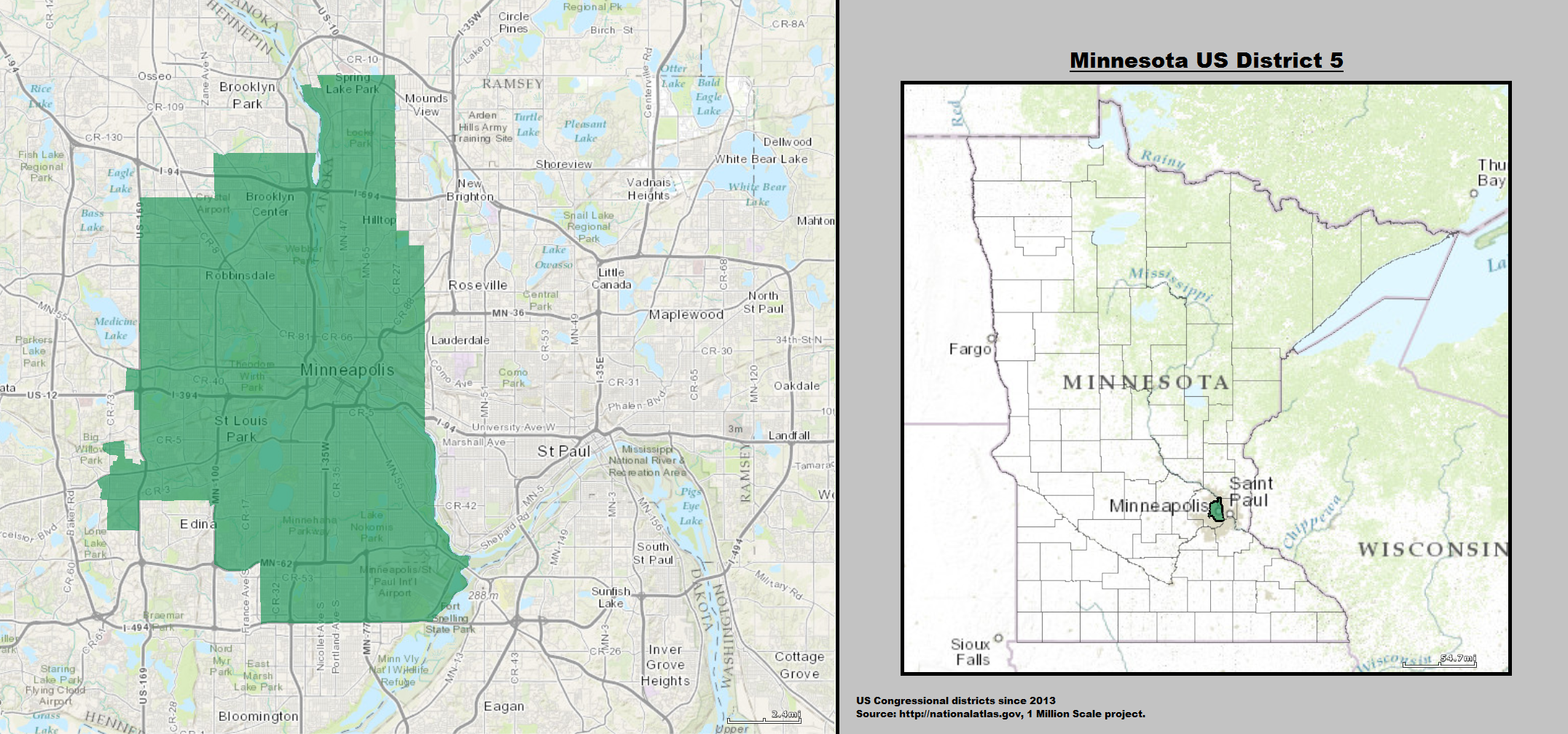
Omvang van het 5e congresdistrict sinds 2013

Het 5e congresdistrict van Minnesota (MN-5) is een kiesdistrict voor het Amerikaanse Huis van Afgevaardigden. Het district is 320 km² groot en omvat het oosten van Hennepin County, inclusief de volledige stad Minneapolis, en kleine delen van Anoka en Ramsey County.
Het sterk verstedelijkte kiesdistrict stemt sinds de jaren 1960 Democratisch en geldt anno 2019 als het meest Democratische congresdistrict van Minnesota. Van 2007 tot 2019 vertegenwoordigde Keith Ellison, de eerste moslim in het Huis en de eerste niet-blanke afgevaardigde van Minnesota, het district in het Huis van Afgevaardigden. Ellison werd in 2019 opgevolgd door Ilhan Omar, de eerste Somali-Amerikaanse afgevaardigde, de eerste genaturaliseerde burger uit Afrika, de eerste niet-blanke vrouw verkozen namens Minnesota en samen met Rashida Tlaib de eerste moslimvrouw in het Congres.

## Lijst met recente vertegenwoordigers
| Zitting                                                               | Vertegenwoordiger | Partij | Partij                                  | Termijn                         |
| --------------------------------------------------------------------- | ----------------- | ------ | --------------------------------------- | ------------------------------- |
| 95e 96e 97e 98e 99e 100e 101e 102e 103e 104e 105e 106e 107e 108e 109e | Martin Olav Sabo  |        | Minnesota Democratic-Farmer-Labor Party | 3 januari 1979 – 3 januari 2007 |
| 110e 111e 112e 113e 114e 115e                                         | Keith Ellison     |        | Minnesota Democratic-Farmer-Labor Party | 3 januari 2007 – 3 januari 2019 |
| 116e                                                                  | Ilhan Omar        |        | Minnesota Democratic-Farmer-Labor Party | 3 januari 2019 – heden          |

## Presidentsverkiezingen
| Jaar | Resultaten                             | Winnende partij | Winnende partij      |
| ---- | -------------------------------------- | --------------- | -------------------- |
| 2000 | Al Gore 63% - 29% George W. Bush       |                 | Democratische Partij |
| 2004 | John Kerry 71% - 28% George W. Bush    |                 | Democratische Partij |
| 2008 | Barack Obama 74% - 24% John McCain     |                 | Democratische Partij |
| 2012 | Barack Obama 74% - 24% Mitt Romney     |                 | Democratische Partij |
| 2016 | Hillary Clinton 74% - 19% Donald Trump |                 | Democratische Partij |